# Mesovelia vittigera
Mesovelia vittigera är en insektsart som beskrevs av Géza Horváth 1895. Mesovelia vittigera ingår i släktet Mesovelia och familjen vattenspringare. Inga underarter finns listade i Catalogue of Life.